# الجواهر
کتاب الجواهر منسوب به ارسطو به احتمال زیاد دارای منشأ سریانی و ایرانی است (نام بسیاری از سنگ‌ها فارسی است‌) که به هر حال متأخر بر سدهٴ نهم میلادی نیست. 
یولیوس روسکا متن عربی آن را (که به گمان وی از ترجمه‌های لوقابن سرافیون است‌) با ترجمهٴ لاتینی از روی نسخهٴ لیژ و ترجمه‌ای از متن عربی، همراه با یادداشت‌ها منتشر کرده‌است. ترجمهٴ لاتینی دیگری از همان کتاب در مون‌پلیه و ترجمه‌ای به زبان عبری در مونیخ وجود دارد. این جواهرنامه کاملاً با کانی‌شناسی تئوفراستوس متفاوت است. این اثر برای پژوهندگان تاریخ خرافات به همان اندازهٴ محقق تاریخ علم شرقی سودمند است.

## منبع
- جورج سارتون ، 'مقدمه بر تاریخ علم، ترجمه غلامحسین صدری افشار، شرکت انتشارات علمی و فرهنگی